# Катал
Катал (кат, kat) — похідна одиниця вимірювання активності каталізатора в системі SI.
Один катал дорівнює активності такого каталізатора, котрий прискорює швидкість хімічної реакції на один моль за секунду.
1 кат = 1 моль · c−1.
Ця одиниця не використовується для вимірювання швидкості хімічної реакції, котра виражається в молях за секунду. Катал використовується для позначення каталізаційної активності, яка є властивістю каталізатора.
Катал широко використовувався як одиниця в хімії, але офіційною одиницею SI став лише в 1999 році.